# Eremellidae
Eremellidae zijn  een familie van mijten. Bij de familie zijn drie geslachten met 11 soorten ingedeeld.